# Armando Collado
Armando Jose Collado Lanuza (ur. 17 listopada 1985) – nikaraguański piłkarz, grający na pozycji obrońcy lub pomocnika w klubie Alianza San Salvador.
Collado występował w América Managua (2005–2007) i Nejapa (2007–2008). W sezonie 2008/2009 został mistrzem Nikaragui z Real Estelí. W rozgrywkach tych Collado zdobył cztery gole. Od 2009 roku występuje w Allianza San Salvador.
Od 2008 roku występuje w reprezentacji Nikaragui. W 2009 roku rozegrał trzy mecze na Złotym Pucharze CONCACAF, gdzie Nikaragua zajęła ostatnie miejsce w swojej grupie.